# Футіатсана
Футіатсана (англ. Phuthiatsana) — одна з місцевих громад, що розташована в районі Береа, Лесото. Населення місцевої ради у 2006 році становило 25 660 осіб.